# ARrC (韓國組合)
ARrC為韓國MYSTIC STORY推出的7人男子音樂團體，成員包括HYUNMIN、KIEN、ZIWOO、CHOIHAN、RIOTO、DOHA、JIBEEN，2024年7月26日，發行先行曲《dummy》。將於2024年8月19日發行首張迷你專輯《AR^C》並正式出道。2025年1月22日，ZIWOO因個人原因離隊。2025年1月22日，ANDY加入再次以7人組的形式重組。

## 團體資料
團體名稱
團名ARrC是「Always Remember the real Connection」的縮寫，意思是克服空間、時間、個別差異，「彼此真正連結」的重要價值，無論何時都不會忘記這種「連接性」，期許透過音樂成爲能向世界產生積極影響的藝人。

## 成員列表
| KIEN       | 끼엔   | KIEN    | 阮忠堅   | 응우옌 쭝 끼엔                | Nguyễn Trung Kiên                      | 2004年12月19日 · 越南      | Trường THPT Nguyễn Trãi （畢業）        | 副唱、副舞  |
| HYUNMIN    | 현민   | HYUNMIN | 朴炫彬   | 박현빈                        | Park Hyunbeen                          | 2005年4月11日 ·            | 大元高等學校（畢業）                    | 隊長、主Rap |
| CHOIHAN    | 최한   | CHOIHAN | 崔翰     | 최한                          | Choi Han                               | 2007年4月19日 ·            | 城西中學校（畢業）                      | 主Rap、主舞 |
| ANDY       | 앤디   | ANDY    | 奥田敏英 | 앤디 토시히데 오쿠다          | Andy Toshihide Okuda                   | 2007年11月16日 · 美国 日本 |                                         |             |
| RIOTO      | 리오토 | RIOTO   | 金子凜音 | 카네코리오토                  | Rioto Kaneko                           | 2007年8月25日 · 日本       |                                         | 副唱、副舞  |
| DOHA       | 도하   | DOHA    | 金道河   | 김도하                        | Kim Doha                               | 2008年2月10日 ·            | 韓林演藝藝術高等學校 應用音樂系（在學） | 主唱        |
| JIBEEN     | 지빈   | JIBEEN  | 李智彬   | 이지빈（이싸끼 윌쏭 지빈 리） | Lee Jibeen（Isaque Wilson Jibeen Lee） | 2008年8月8日 · 巴西        | 韓林演藝藝術高等學校 應用音樂系（在學） | 主Rap       |
| 已離開成員 |        |         |          |                               |                                        |                            |                                         |             |
| ZIWOO      | 지우   | ZIWOO   | 金志宇   | 김지우                        | Kim Jiwoo                              | 2006年11月16日 ·           | 高中學歷資格考試（合格）                | 主唱        |

## 經歷
HYUNMIN曾是Jellyfish娛樂練習生，於2023年參加《BOYS PLANET》。

### 2024年
2024年7月，神祕故事宣布準備推出首個由來自不同國家的七名成員組成的男團，目標是在8月中旬出道。
7月8日，Mystic Story開設了團體官方社交媒體帳戶，公開了標誌動議和成員簡介，分別是Jibeen、Doha、Kien、Rioto、Ziwoo、Choi Han和Hyunmin。
成員中，Hyunmin曾在的生存競賽系列中以真名朴賢彬參賽，但被淘汰總排名第48位，Ziwoo在課堂上演唱Maktub和具潤熙的《Marry Me》後在韓國走紅，他的同學將其上傳到TikTok，獲得了820 萬次觀看。
7月9日，Mystic Story宣布了該團體的首個真人秀節目ARrC 的世界，該節目將於7月17日在Mnet 和M2 YouTube頻道上同時發布，講述他們通過提前解決各種任務而成長為偶像的故事。
7月12日，ARrC連續發布個人、單位、集體照片後，在中國最大的社交媒體平台微博和當地媒體上搜索關鍵字“ARrC”，成為熱門話題，瀏覽量超過116萬次媒體關注越南成員Kien出道的消息。
ARrC隨後分別於7月16日和19日發行了兩首未發行的歌曲《Connected》和《Alien inSeoul》，並將收錄在團體的第二張回歸專輯中。
7月23日，ARrC確認將於年7月26 日推出單曲《DUMMY》。
8月19日，發行首張迷你專輯《AR^C》正式出道。

### 2025年
1月22日，ZIWOO因個人原因離隊。2025年1月22日，ANDY加入再次以7人組的形式重組，此前ANDY曾參加JTBC的選秀節目《Project 7》，九天后，Mystic宣佈 
Andy加入組合，參加JTBC的生存比賽Project 7，ARrC正在準備發行一張新專輯。

## 音樂作品

### 迷你專輯
| 專輯 # | 專輯資料                                                    | 曲目                                  |
| ------ | ----------------------------------------------------------- | ------------------------------------- |
| 1st    | 《AR^C'》 - 發行：2024年8月19日 - 語言：韓語 - 銷量：12,961 | 曲目 1. dummy 2. S&S (sour and sweet) |

## 影音作品

### 音樂錄影帶
| 日期          | 歌曲名稱                                    | 版本           | 參與成員 | 備註          |
| ------------- | ------------------------------------------- | -------------- | -------- | ------------- |
| 2024年7月15日 | connected （页面存档备份，存于）            | Studio Session |          |               |
| 2024年7月18日 | alien in Seoul （页面存档备份，存于）       | Studio Session |          |               |
| 2024年7月26日 | dummy （页面存档备份，存于）                | MV             | 全員     | [ 21 ] [ 22 ] |
| 2024年8月19日 | S&S (sour and sweet) （页面存档备份，存于） | MV             | 全員     | [ 23 ] [ 24 ] |

## 影視作品

### 專屬節目
| 日期            | 電視台/頻道 | 節目名稱          | 備註          |
| --------------- | ----------- | ----------------- | ------------- |
| 2024年7月17日－ | Mnet        | 《WORLD OF ARrC》 | [ 25 ] [ 26 ] |

## 外部連結
團體連結：
- ARrC的Daum Cafe
- ARrC的X（前Twitter）
- ARrC的Instagram帳戶
- ARrC的Facebook專頁
- ARrC的YouTube （页面存档备份，存于）